# Richard Picker (Psychotherapeut)
Richard Picker (* 20. Januar 1933 in Wien; † 16. September 2015) war ein österreichischer Religionslehrer und Psychotherapeut.

## Leben
Picker studierte Theologie und wurde römisch-katholischer Priester und Religionspädagoge. Nach seiner Ausbildung zum Psychotherapeuten (Psychoanalyse, Gruppendynamik, Gestalttherapie) arbeitete er ab 1974 in freier Praxis, als Ausbildner und Erwachsenenbildner, als Schriftsteller und Kolumnist. Er war Lehrbeauftragter für Gestaltpädagogik an den Universitäten Innsbruck und Wien. Er erhielt 2002 das Österreichische Ehrenkreuz für Wissenschaft und Kunst I. Klasse.

## Schriften (Auswahl)
- Heiliger Spagat. Ein Handbuch für das die Kirche begehrende Volk. Wien 2001, ISBN 3-85167-108-2.
- Zusammenrottungen. Gefahren aus Gruppendämonie, Ideologie und Religion. Neun Fragmente. Wien 2002, ISBN 3-85167-121-X.
- Das Ende vom Lied? Positionen eines Lebens zwischen Hitlerjugend, Psychotherapie und Kirche. Wien 2007, ISBN 3-7076-0225-7.
- Exorzismus war gestern. Entdämonisierung durch Psychotherapie. München 2009, ISBN 978-3-466-36829-7.